# مثنان أهلب
مثنان أهلب (الاسم العلمي:Thymelaea hirsuta) هي نوع من النباتات يتبع جنس المثنان من الفصيلة المثنانية.